# Eonothem
Een eonothem is het chronostratigrafisch equivalent van een geochronologisch eon. Verwarrend genoeg hebben de meeste eonothems dezelfde naam als de corresponderende eonen. Als men het over het Proterozoïcum heeft kan men bijvoorbeeld zowel het eon Proterozoïcum (een tijdvak) als de eonothem Proterozoïcum (alle gesteenten die in dat tijdvak werden gevormd) bedoelen.
Een eonothem wordt ingedeeld in erathems.